# Adam Valdez
Adam Valdez (* 20. Jahrhundert) ist ein US-amerikanischer VFX Supervisor, der mit einem Oscar ausgezeichnet wurde.

## Karriere
Adam Valdez erlernte die Bildbearbeitung bei einem Freund am Computer und arbeitete später im Studio von Phil Tippett, nach eigenen Aussagen im Alter von acht Jahren. In dieser Zeit wirkte er u. a. bei den Filmen RoboCop 2, RoboCop 3, Jurassic Park und Starship Troopers mit. Anschließend wechselt er kurz zum WETA Studio, die u. a. für die Visuellen Effekte für die Filme Der Herr der Ringe: Die Gefährten und Der Herr der Ringe: Die zwei Türme verantwortlich waren, an denen Valdez mitwirkte. Später, im Jahr 2003, wechselte er zur Moving Picture Company nach Los Angeles, deren Hauptsitz in Soho, London ist.
Adam Valdez erhielt für seine künstlerischen Leistungen für den Film The Jungle Book bei der Oscarverleihung 2017 eine Auszeichnung, gemeinsam mit Robert Legato, Andrew R. Jones und Dan Lemmon in der Kategorie beste visuelle Effekte. Zudem gewann das gleiche Team einen BAFTA-Award.
Adam Valdez stand zudem zweimal als Schauspieler in den Filmen Die Chroniken von Narnia: Prinz Kaspian von Narnia und einem Kurzfilm unter dem Titel Portal to Narnia: A Painting Comes to Life vor der Kamera.

## Filmografie (Auswahl)
- 1990: RoboCop 2
- 1993: RoboCop 3
- 1993: Jurassic Park
- 1995: Das Geheimnis der drei Wünsche (Three Wishes)
- 1996: Tremors 2 – Die Rückkehr der Raketenwürmer (Tremors II – Aftershocks)
- 1996: Dragonheart
- 1997: Starship Troopers
- 1999: Auf die stürmische Art (Forces of Nature)
- 2001: Der Herr der Ringe: Die Gefährten (The Lord of the Rings: The Fellowship of the Ring)
- 2002: Der Herr der Ringe: Die zwei Türme (The Lord of the Rings: The Two Towers)
- 2004: Alien vs. Predator
- 2007: Zimmer 1408 (1408)
- 2008: 10.000 B.C. (10,000 BC)
- 2008: Die Chroniken von Narnia: Prinz Kaspian von Narnia (The Chronicles of Narnia: Prince Caspian)
- 2010: Wolfman (The Wolfman)
- 2010: Die Chroniken von Narnia: Die Reise auf der Morgenröte (The Chronicles of Narnia: The Voyage of the Dawn Treader)
- 2012: John Carter – Zwischen zwei Welten (John Carter)
- 2013: World War Z
- 2014: Maleficent – Die dunkle Fee (Maleficent)
- 2016: The Jungle Book
- 2019: Der König der Löwen (The Lion King)